# Prosimulium fulvipes
Prosimulium fulvipes är en tvåvingeart som först beskrevs av Edwards 1921.  Prosimulium fulvipes ingår i släktet Prosimulium och familjen knott. Inga underarter finns listade i Catalogue of Life.